# What makes them run?
What makes them run? er en dokumentarfilm instrueret af Theodor Christensen efter eget manuskript.

## Handling
Filmen skildrer motorskibet "Simba"s jomfrurejse til Østen via Suez-kanalen efter at skibet i 1955 blev afleveret fra B&W til ØK. Man får et indblik i, hvorledes skibets turboladede B&W-dieselmotor arbejder - og i den forbindelse nævnes det, at hvert femte motorskib i verdensflåden i dag er forsynet med en B&W-dieselmotor.